# Хайлаканди
Хайлаканди (англ. Hailakandi) — город в южной части штата Ассам, Индия. Административный центр округа Хайлаканди.

## География
Абсолютная высота — 20 метров над уровнем моря. Расположен недалеко от границы с Бангладеш.

## Население
По данным на 2013 год численность населения составляет 35 055 человек.
Динамика численности населения города по годам:
| 1991   | 2001   | 2013   |
| ------ | ------ | ------ |
| 25 479 | 29 739 | 35 055 |

Местное население говорит на бенгальском языке. Как разговорный язык обычно используется местный диалект, во многом сходный с силхетским диалектом, широко распространённым на севере Бангладеш. Используются также языки бишнуприя-манипури и манипури.

## Экономика
В районе города широко распространены чайные плантации. Имеется ЦБК.